# Indiana Jones et le Temple du Péril
Indiana Jones et le Temple du Péril im Disneyland Paris - Disneyland Park (Frankreich) ist eine Stahlachterbahn vom Modell Multi Inversion Coaster des Herstellers Intamin in Zusammenarbeit mit Giovanola, die am 30. Juli 1993 eröffnet wurde.
2000 erhielt die Bahn einige Veränderungen. Unter anderem wurden die Züge gedreht, wodurch die Fahrt fortan rückwärts absolviert wurde. Außerdem wurden die Reihen pro Wagen von zwei auf drei erweitert. Neben Veränderungen an den Schienen (Neigung der Kurven) wurde auch die Thematisierung erweitert. Der Name wurde in Indiana Jones et le Temple du Péril: à l'envers geändert. So fuhr die Bahn bis zum 27. November 2004. Am 4. Dezember 2004 wurde die Bahn wieder unter dem ursprünglichen Namen eröffnet und Fahrtrichtung ist nun wieder vorwärts.
Das Layout der 600 m langen Strecke entspricht dem der ersten Loopingachterbahn TL59 des Herstellers Pinfari. Neben einem Looping verfügt die Bahn über eine Helix von 540°.

## Fotos

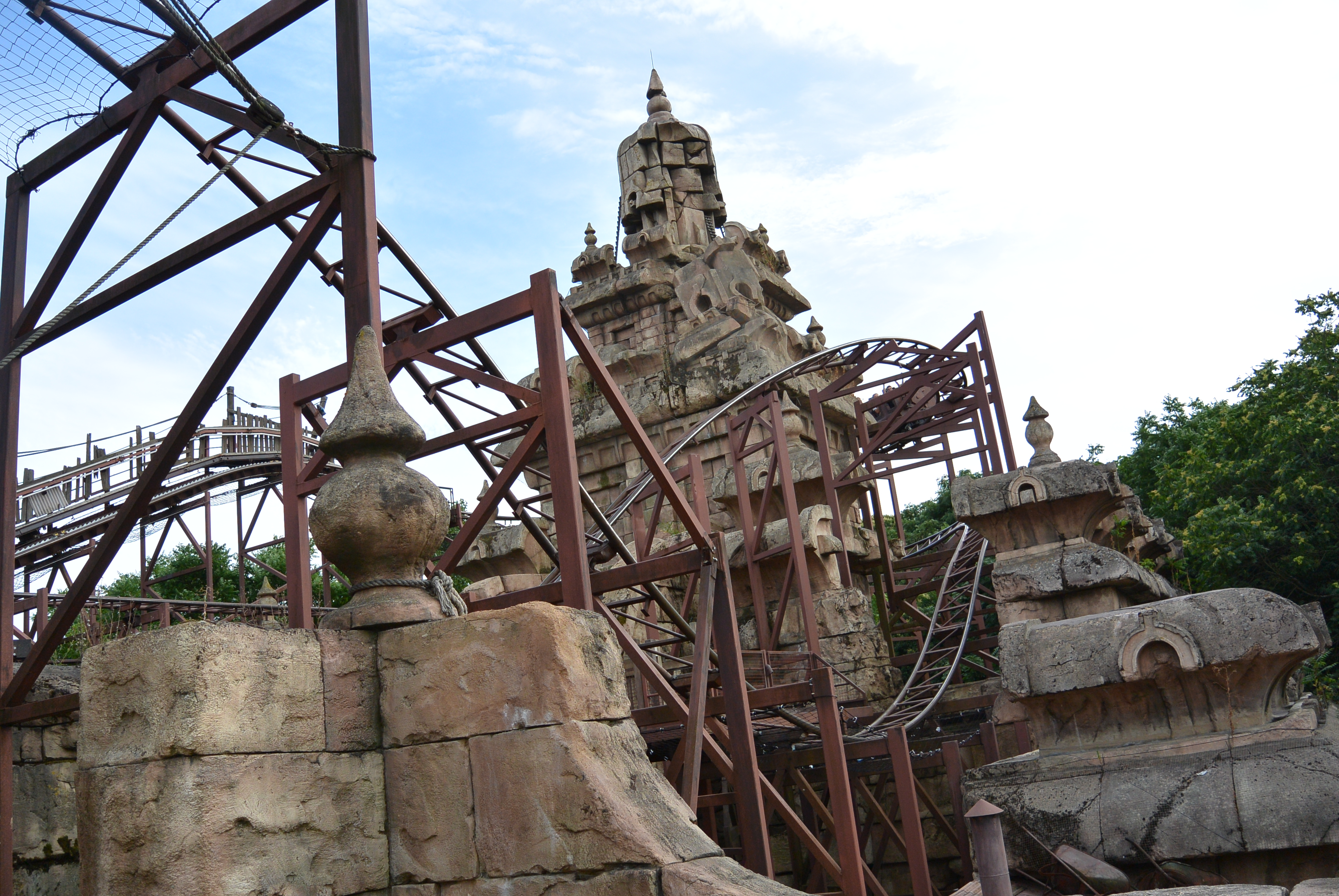
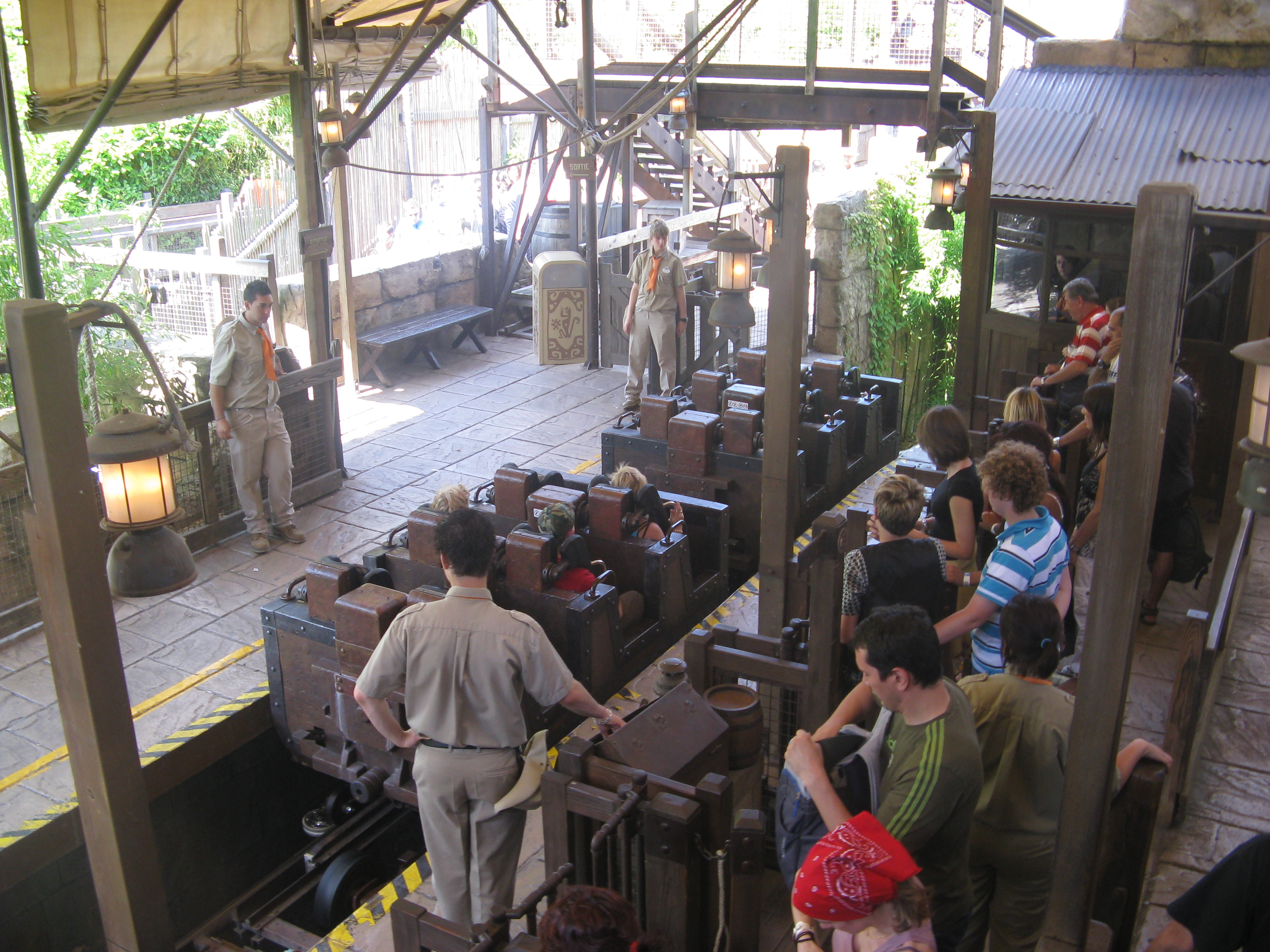